# Vnitřní Kraňsko

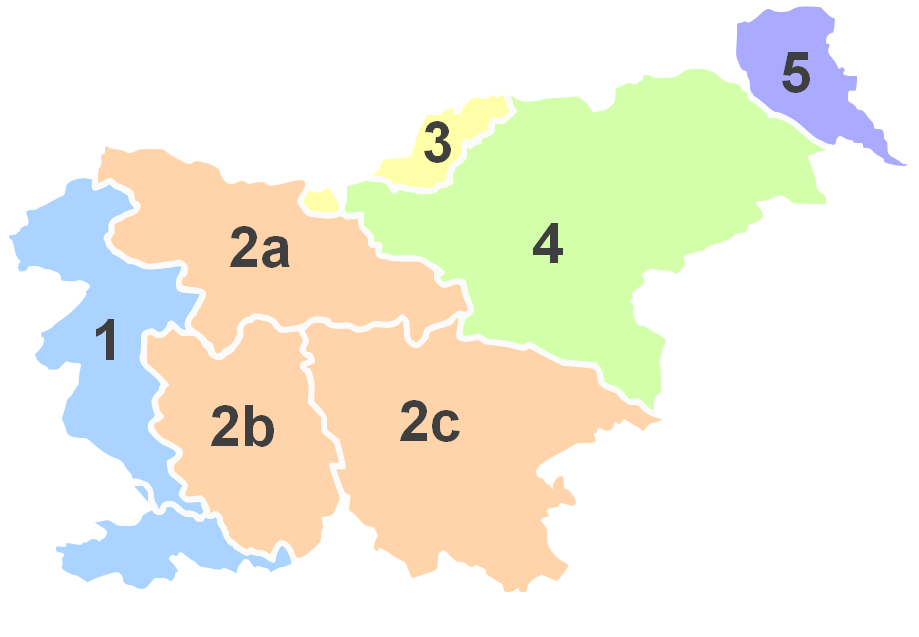
Historická území Slovinska:
1 Přímoří; Kraňsko: 2a Horní Kraňsko
2b Vnitřní Kraňsko, 2c Dolní Kraňsko
3 Korutany; 4 Dolní Štýrsko; 5 Zámuří

Vnitřní Kraňsko (slovinsky: Notranjska; německy: Innerkrain; italsky: Carniola interna) je historický region ve Slovinsku. Jedná se o jihozápadní část Kraňska.

## Geografie
Vnitřní Kraňsko se rozkládá na krasové plošině Hrušica. Na západě se nachází Postojenská brána, kde Vnitřní Kraňsko hraničí se Slovinským přímořím.
Administrativním a hospodářským centrem Vnitřního Kraňska je Postojna. Dalšími významnými městy regionu jsou Logatec, Cerknica, Pivka a Ilirska Bistrica.

## Název
Český název Vnitřní Kraňsko, stejně jako slovinský Notranjska, je překladem z německého Innerkrain, odkazující na jihozápadní část Kraňska. Název vznikl stejným způsobem jako Vnitřní Rakousy (Innerösterreich), též odkazující na jihozápadní část dědičných zemí Habsburků.

## Historie
Vnitřní Kraňsko bylo částí Kraňského vévodství, které bylo ovládáno od 14. století rodem Habsburků v rámci Vnitřních Rakous. Roku 1689 popsal učenec Johann Weikhard von Valvasor ve svém díle Sláva Kraňského vévodství územní uspořádání země. Vnitřní Kraňsko bylo od roku 1809 součástí Ilyrských provincií. Po uzavření Pařížské mírové smlouvy roku 1814 bylo Vnitřní Kraňsko navráceno Rakouskému císařství. Do roku 1849 spadalo pod Ilyrské království. Mezi lety 1849 až 1919 bylo Vnitřní Kraňsko opět habsburskou korunní zemí.
Po první světové válce byla západní část Vnitřního Kraňska obsazena italskými vojsky. Po uzavření Rapallské smlouvy roku 1920 se stala západní část regionu s dvěma třetinami jeho obyvatelstva součástí Italského království. Západní část byla začleněna do Království Srbů, Chorvatů a Slovinců.
Italskému království připadly oblasti okolo měst Vipava, Postojna, Ilirska Bistrica, Senožeče, a Idrija. Tento region byl rozdělen do italských provincií Gorice, Terst a Fiume (Rijeka) a s narůstajícím fašismem v Itálii byl region až do svržení fašistů podroben násilné italianizaci.